# هوندلوفت
هوندلوفت (به آلمانی: Hundeluft) یک منطقهٔ مسکونی در آلمان است که در کسویگ واقع شده‌است. هوندلوفت  ۲۵۹ نفر جمعیت دارد.